# У лабетах смерті
«У лабетах смерті» — роман-трагедія сучасного українського письменника Михайла Потупейка, присвячений добі колективізації та Голодомору 1932—1933 років в Україні.
Роман складається з трьох розділів: «На аркані»,«Петля затягається», «У лабетах смерті». 
Автор майстерно поєднує художню оповідь з документальними матеріалами. Розділ «Голод і українське питання» присвячений листам Серджо Ґраденіґо - консула Королівства Італія, автора дипломатичних повідомлень про Голодомор 1932—1933 років. Розділ «Несподівані гості» розповідає історію відмови відомого письменника  Василя Стефаника від персональної пенсії радянського уряду в зв'язку зі створенням штучного голоду та переслідуваннями української інтелігенції.

## Присвята
«Неоплаканим, неоспіваним жертвам найбільшого злочину тисячоліття — голодомору 1932—1933 років — з глибокою скорботою присвячує автор».

## Цитати
«Село заворушилось, збурилось, коли ще й на світ не благословилось. Одні — вже пухлі або висушені, як влітку на осонні тріски, чи ті, яких ось-ось очікувала подібна доля, — побивались у розпуці: де, як переховати, зберегти для дітей ті жалюгідні лишки не зерна — його вже давненько вигребли, — а корзину бурячків чи картопельки-свинючки, чи макітру квасольки, інші гострили щуп, затикали в кишені або й за пазухи торбинки…»
«Було багато криків, сліз, прокльонів; жінки непритомніли. Коли витрушували горщик проса — останнє, що було в господі, одна мати закричала й, як підкошена, осіла серед хати мертвою. Хто знає, скільки ще матерів у цей день не встало з долівок, не звелося на ноги, коли виривали з рук останню торбинку, витягали з печі з-за челюсті останній казанок із послідом чи висівками.
Іван бушував. Справді був невтомний. Новосільцям передалося його „остєрвєнєнія“. Він хапав найдовшого щупа, обштрикував ними цілі подвір'я, долівки в сараях і хатах, загонив довгого прута під призьби і собачі буди, змушував хлопців залізати на хати й розкидати верхи-гребені, хапав лома й руйнував на горищах лежаки, розвалював печі, у клунях до третього поту вергав із засторонків на тік солому…»

## Нагороди
У 1993 році за створення роману автор був нагороджений Всеукраїнською літературною премією імені Михайла Коцюбинського

## Літературно-критичні статті
Про катів та їхні жертви / Б. Буяльський// Вітчизна. — 1996. — № 11-12. — С.138-139. Рец.: Потупейко, М. У лабетах смерті: Роман-трагедія / М. Потупейко. — К.: Дніпро, 1994. — 572 с.